# 이세준
이세준(李世俊, 1972년 7월 6일 ~ )은 대한민국의 가수이며, 유리상자의 멤버이며, 소속사는 민트박스 엔터테인먼트이다.

## 경력
1997년 유리상자 1집 순애보로 데뷔했다.
2010년에는 김원준, 배기성, 최재훈과 함께 M4를 결성해 활동했다.
2023년 현재 국악방송 《이세준의 음악이 좋은 밤》DJ로 활동하고 있다.

## 출연작

### 방송
- 2005년 KBS2 《위기탈출 넘버원》
- 2012년 MBN 《더 듀엣》
- 2012년 OBS 《콘서트 고백》
- 2013년 채널A 《스타 패밀리 송》
- 2014년 MBC M 《서바이벌 OST KING》
- 2015년 KBS2 《불후의 재발견》
- 2017년 MBC 《미스터리 음악쇼 복면가왕》 - 훌라훌라훌라 효자가수 카네이션맨 (109-110회, 우승)
- 2017년 KBS1 《아침마당》
- 2020년 SBS 플러스 《내게 ON 트롯》
- 2021년 TV조선 《퍼펙트 라이프》
- 2022년 TV조선 《화요일은 밤이 좋아》

### 영화
- 2023년 《빈틈 없는 사이》 - 심사위원 1 역 (특별출연)

### 라디오
- 2013년 SBS 러브FM 《이세준, 최재훈의 도시락쇼》 (2013년 4월 20일 ~ 2015년 4월 26일)
- 2018년 KBS 해피FM 《오늘 같은 오후엔 이세준입니다》 (2018년 10월 1일 ~ 2020년 8월 30일)
- 2021년 네이버NOW 《이세준의 더 발라드》
- 2023년 국악방송 《이세준의 음악이 좋은 밤》